# Тальял, Яссин
Яссин Тальял (араб. ياسين طلال عميري‎; 3 марта 2005, Мадрид, Испания) — марокканский футболист, вингер клуба «Хетафе».

## Клубная карьера
21 апреля 2024 года Талльял дебютировал за основную команду «Хетафе» в матче Чемпионата Испании против клуба «Реал Сосьедад».